# О’Брайен, Уильям
Уильям О’Брайен (англ. William O'Brien; 2 октября 1852 — 25 февраля 1928) — британский и ирландский журналист и политический деятель, депутат, издатель, агитатор крестьян, ирландский националист. Более всего известен участием в вопросе принятия аграрной реформы в Ирландии на рубеже XIX—XX веков и примирительным отношением к гомрулю (движению за автономию).

## Биография
Родился в Маллоу в семье с древними корнями, несколько членов которой принимали активное участие в ирландском революционном движении; его отец был присяжным поверенным. Начальное образование получил дома под руководством репетитора, среднее — в Клойнском епархиальном колледже, известном своей веротерпимостью. В 1868 году из-за финансовых трудностей его семья была вынуждена переехать в Корк. Спустя год его отец умер, вследствие чего Уильяму пришлось содержать себя, мать и братьев и сестёр. В скором времени он устроился корреспондентом в газету «Cork Daily Herald». Одновременно поступил в юридический колледж Корка, который, однако, так и не смог окончить. В своих журналистских статьях постоянно поднимал тему бедственного положения ирландских крестьян-арендаторов и высказывал убеждение, что проблема может быть решена только путём достижения самоуправления через парламентскую реформу. К концу 1870-х годов был уже известным журналистом.
В 1881 году по предложению и при поддержке Парнелля основал газету «United Ireland»; за статьи в этой газете и связи с Ирландской парламентской партией в октябре того же года был арестован. На свободу вышел в апреле 1882 года. В 1883 году был избран депутатом парламента от Маллоу, представляя округ до его упразднения в 1885 году; затем в Палате общин представлял Тайрон-Саут с 1885 дпо 1886 год, Норт-Ист-Корк в 1887—1892 годах и Корк Сити в 1892—1895 и в 1901—1918 годах. В парламент отсутствовал на протяжении трёх периодов: в 1886—1887, в 1895—1900 годах и восемь месяцев в 1904 году. Неоднократно подвергался преследованиям со стороны полиции, арестам и крупным штрафам. До 1890 года считался одним из наиболее активных сторонников Парнелла. В 1886 году вместе с Диллоном был одним из главных инициаторов «плана кампании» по проведению забастовки крестьян в Митчелстауне и оказался в тюрьме; в качестве протеста продолжал некоторое время носить тюремную робу и после освобождения в 1887 году.
В 1890 году женился на француженке Софи́ Раффалови́ч (Sophie Raffalovich; 1860—1960), сестре финансиста Артура Рафаловича (1853—1921) и поэта Марка Раффаловича (1864—1934), — из семьи еврейских купцов-банкиров Германа и Марии Раффаловичей, переехавших из Одессы во французскую столицу в 1863 году. В том же году был арестован по обвинению в подстрекательстве фермеров к неплатежу арендной платы, но освобождён от ареста под залог и уехал в Америку с целью собирать деньги на ирландское дело. Заочно был присуждён к 6-месячному тюремному заключению. К 1891 году разочаровался в Парнелле как лидере ирландских националистов. Когда через год после смерти Парнелла произошёл раскол в ирландской партии, в 1893 году выехал в Европу и пытался достигнуть примирения, но это ему не удалось. Тогда он вернулся в Англию, отдался в руки властей и, по отбытии тюремного заключения, примкнул к антипарнеллистской группе. В 1895 году по причине накопления множества судебных штрафов был признан судом несостоятельным должником, вследствие чего должен был отказаться от депутатских полномочий и вместе с женой уехал в графство Мейо, поселившись возле Уэстпорта, где жил среди крестьян в большой бедности. В следующем году суд восстановил его в правах, но, несмотря на настойчивые приглашения антипарнеллистской партии, он не пожелал вернуться к политической деятельности, став заниматься исключительно журналистикой.
В 1898 году вернулся к политической деятельности; основал 16 января этого года англ. United irish League; в 1900 году, не будучи лидером партии, но став одной из крупнейших фигур в рядах националистов, был вновь избран в Палату общин, в 1906 году переизбран как ирландский националист, играя в рядах своей партии видную роль; по-прежнему придерживался националистических убеждений, но считал, что все вопросы гомруля следует решать только совместно с британскими властями. В первые годы XX века стал фактическим архитектором аграрной реформы (в окончательном виде законопроект был принят в 1909 году, хотя уже в 1903 году ему фактически удалось законодательно ликвидировать институт лендлордства). В 1909 году основал националистическую организацию англ. All-for-Ireland-League.
После начала Первой мировой войны поддержал Великобританию и призывал ирландских националистов отправляться добровольцами на фронт. После англо-ирландской войны (1919—1921) и признания в 1921 году независимости Ирландии признал создание государства, но считал, что раздел Ирландии, согласно которому Ольстер остался в составе Великобритании, стал слишком высокой ценой за независимость.

## Труды
Главные работы: «When we were boys (written in prison)» (Лондон, 1890); «Irish ideas» (Лондон, 1894); «A Queen of Men» (Лондон, 1897), «Evening Memories» (1920) и «The Irish Revolution» (1923).